# Elymus humidorum
Elymus humidorum là một loài thực vật có hoa trong họ Hòa thảo. Loài này được (Ohwi & Sakam.) Á.Löve mô tả khoa học đầu tiên năm 1984.